# Antoinette Cellier
Antoinette Cellier (23 de junio de 1913 – 18 de enero de 1981) fue una actriz teatral y cinematográfica británica.

## Biografía
Nacida en Broadstairs, Inglaterra, su padre, Frank Cellier, era también un actor teatral y cinematográfico. Tenía un hermano, Peter Cellier, que asimismo fue actor teatral, cinematográfico y televisivo.
Cellier estudió en la Royal Academy of Dramatic Art, una de las más antiguas escuelas de arte dramático del Reino Unido, con sede en Londres, y debutó como actriz teatral en el circuito de los Teatros del West End con la obra The Firebird. Su primera película fue Music Hath Charms (1935).
Antoinette Cellier falleció en 1981, a los 67 años de edad, en Londres, Inglaterra.

### Selección de su filmografía
| - Late Extra (1935) - Music Hath Charms (1935) - The Tenth Man (1936) - The Gables Mystery (1938) - Lucky to Me (1939) | - I Killed the Count (1939) - Dear Octopus (1943) - The End of the River (1947) |